# St. Blasius (Plochingen)

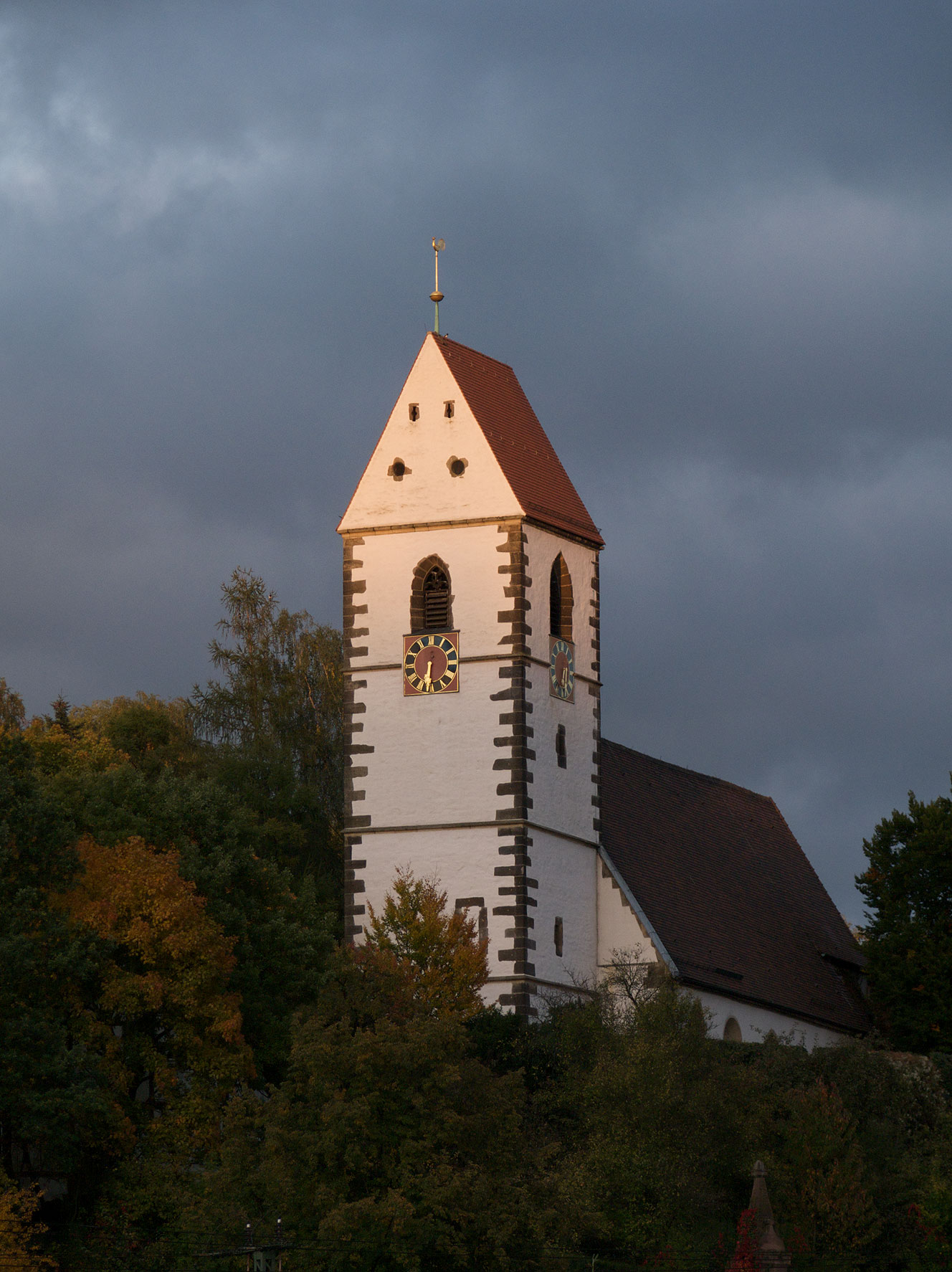
Die Stadtkirche St. Blasius

Die Stadtkirche St. Blasius ist die Hauptkirche der evangelischen Kirchengemeinde (Pfarramt 1) in Plochingen und ein wichtiges Wahrzeichen dieser Stadt.

## Vorgängerbauten
Bereits zur Zeit der alemannischen Besiedlung Plochingens wurde die Fläche des heutigen Kirchbergs als Kultstätte und Bestattungsort genutzt. Damit ist die Errichtung der ersten Kirche Plochingens im Rahmen der Christianisierung typisch für diese Zeit und Gegend, in der die Missionare die neuen Sakralbauten auf den Anhöhen bauten, auf denen sich bereits religiöse Stätten befunden hatten. Dies erleichterte der Bevölkerung unter Umständen die Umstellung und stellte zugleich den Triumph des Christentums über die heidnischen Vorstellungen dar.
Das erste christliche Gotteshaus in Plochingen wurde wohl um 620 von fränkischen Missionaren, vielleicht von Mönchen des Klosters Lorsch errichtet. Es handelte sich um ein dem hl. Michael geweihtes Holzgebäude innerhalb des Kirchhofs. Diese Kirche wurde zusammen mit dem danebenliegenden Herrenhof im Zusammenhang der Auseinandersetzungen zwischen König Heinrich IV. und Rudolf von Schwaben im Jahr 1078 niedergebrannt.
Unter dem Ortsherr Ulrich von Stubersheim-Ravenstein entstand um 1100 eine neue, steinerne, romanische Kirche, welche dem Namenspatron des Ritters, dem hl. Ulrich von Augsburg geweiht wurde. Von diesem Bau zeugen noch heute einige Gegenstände (s.Umgebung, Einrichtung). Bei Grabungsarbeiten zum Heizungsbau unter der Sakristei wurden zudem 1933 einige Fundamente entdeckt, eines davon stammt von der Ulrichskirche. Diese fiel 1449/50 den Flammen eines Krieges zum Opfer, bevor ihr ungefähr 30 Jahre später die heutige Kirche folgte.

## Baugeschichte
Die Kirche wurde im 15. Jahrhundert als Wehrkirche auf einem alten Kultplatz errichtet.
Laut zweier Inschriften über Portalen der Kirche wurde das Kirchenschiff mit dem Chorraum im Jahre 1481, der Turm 1488 fertiggestellt, das heißt, die Bauarbeiten wurden vermutlich 1488 abgeschlossen, wobei der genauere Verlauf und die Dauer der Errichtung unbekannt bleibt.
1961/62 fanden größere Renovierungen statt, die das Bild der Kirche bis heute prägen (s Inneres).
Der Turm wurde zuletzt 1983, der Chor 1984 saniert.

## Äußeres
Die Stadtkirche St. Blasius ist ein einschiffiger Saalbau mit einem 32 m hohen Westturm und einem östlichen Chorraum mit Sakristei. Mehrere Portale ermöglichen den Zugang zu Kirche, der frühere Hauptzugang erfolgte durch das Westportal, dessen Türe von 1962 stammt, und die Vorhalle im Untergeschoss des Turms. Über diesem Portal befindet sich eine Nische, in der bis zur Reformation ein Bildnis des hl. Michael befand. Darüber erkennt man einen zugemauerten ehemaligen Zugang zum Turm. Dieser war mit dem 1801 abgerissenen Mesnertürmlein über einen Steg verbunden. Dieses war auf der gegenüberliegenden Mauer errichtet worden und diente zeitweise dem Mesner oder Totengräber als Wohnung, der über den Steg schnell den Kirchturm und damit die Glocken erreichen konnte.
An der Südseite der Kirche sind einige alte Grabsteine angebracht, zum Beispiel von früheren Pfarrern der Kirche.
Der Turmhahn wurde 1932 angefertigt und aufgesetzt.

## Inneres/Einrichtung
Das innere Erscheinungsbild der Kirche wurde im Laufe der Zeit vielfach verändert, insbesondere bei den Renovierungen 1960–1962. Doch bereits davor gab es zahlreiche Veränderungen, die hier chronologisch, jedoch ohne Anspruch auf Vollständigkeit, aufgeführt sind.
Im späten 15. Jahrhundert, gegen Ende dieses Zeitraums, wurde im Westen der Kirche die „Männer- oder Bauernempore“ eingebaut, die im Laufe der folgenden Jahrhunderte mehrfach umgebaut wurde. Um 1520 wurde der steinerne Renaissance-Kanzelstock gefertigt und aufgestellt. 1610 folgte der Bau der „Herrenempore“ (heutige Nordempore), die von dem Zimmermann Hans Peltin an der Südwand des Kirchenschiffs errichtet wurde. Die mittlere Säule dieser Empore wurde von ihm selbst beschnitzt. Im 17. Jahrhundert wurde im Chor der Kirche eine Orgel auf einer Empore aufgestellt.
Im Jahr 1701 wurde die alte Orgel verkauft und durch eine neue Orgel des Orgelbauers Hartmann aus Nürtingen ersetzt. 1745 füllte der Esslinger Maler Jakob Ihle die Emporenbrüstungen im Schiff mit Darstellungen von Szenen aus der Bibel. 1775 erhielt die Sakristei einen direkten Zugang vom Friedhof her. Im Jahr 1838 wurde die Hartmann-Orgel durch eine neue Orgel der Firma Walcker aus Ludwigsburg ersetzt.
1883 wurde die Kanzel mit einem Schalldeckel und einem Schmuckaufbau ausgestattet, und 1880 erhielt auch der Chor einen direkten Zugang vom Friedhof her. Bei Renovierungsarbeiten 1923 wurde im Boden der „Bauernempore“ ein spätgotisches Kruzifix (ca. 1450–1480) gefunden, das neu bemalt und an der Nordwand des Schiffs aufgehängt wurde. 1933 erfolgten weitere Umbauten, darunter die Erneuerung der Sakristei und der Bau eines Heizungskellers. Dabei wurden mehrere Fundamente aus Vorgängerbauten entdeckt.
Im Jahr 1935 wurde ein weiterer Umbau und eine Renovierung durchgeführt, bei der die Orgelempore im Chor samt der Orgel abgebrochen wurde. Die Firma Walcker aus Ludwigsburg erstellte daraufhin eine neue Orgel, wobei große Teile der alten Orgel wiederverwendet wurden. Ein größerer Umbau fand zwischen 1960 und 1962 statt, bei dem unter anderem eine neue Decke im Kirchenschiff eingebaut wurde. Zudem wurde die „Herrenempore“ von der Süd- zur Nordwand verlegt, die Kanzel von der Nord- zur Südseite des Chorbogens verlegt und der Taufstein stattdessen links vom Altar aufgestellt. Der Kanzelaufbau wurde entfernt, wobei einzelne Teile davon auf beiden Seiten des Chorbogen aufgehängt wurden. Weitere Renovierungen betrafen das spätgotische Netzgewölbe im Chor sowie die Freilegung der dortigen Deckenmalereien aus derselben Zeit. In dieser Zeit wurden auch die farbigen Glasfenster des Stuttgarter Kunstglasers Saile eingebaut.
Zwischen 1983 und 1985 wurde die Firma Köberle mit dem Bau einer neuen Orgel beauftragt, bei der große Teile der beiden vorhergehenden Walcker-Orgeln übernommen wurden.

## Glocken
Alle heutigen Glocken der Kirche stammen aus dem 20. Jahrhundert. Alle älteren wurden zu Kriegszwecken eingeschmolzen, zuerst im Dreißigjährigen Krieg, später im Ersten Weltkrieg.
Das heutige Geläut besteht aus  fünf Glocken:
1. Taufglocke (h′, 350 kg, 1921)
2. Totenglocke (a′, 470 kg, 1951)
3. Betglocke (fis′, 791 kg, 1951)
4. Dominika (Erlöserglocke) (e′, 1092 kg, 1962)
5. Gloriosa (cis′, 1870 kg, 1962)